# Tommy Karls
Sven Tommy Karls (3 ottobre 1961) è un ex canoista svedese.

## Palmarès
- Giochi olimpici

Los Angeles 1984: argento nel K4 1000 metri.
- Mondiali - Velocità

Mechelen 1985: argento nel K4 10000 metri.